# Warluzel
Warluzel es una comuna francesa situada en el departamento de Paso de Calais, en la región de Alta Francia.

## Demografía
| 245 | 234 | 252 | 282 | 267 | 250 | 233 |
| Para los censos de 1962 a 1999 la población legal corresponde a la población sin duplicidades (Fuente: INSEE [Consultar]) |     |     |     |     |     |     |